# (100632) 1997 UZ12
(100632) 1997 UZ12 es un asteroide perteneciente al cinturón de asteroides descubierto el 23 de octubre de 1997 por el equipo del Spacewatch desde el Observatorio Nacional de Kitt Peak, Arizona, Estados Unidos.

## Designación y nombre
Designado provisionalmente como 1997 UZ12.

## Características orbitales
1997 UZ12 está situado a una distancia media del Sol de 3,003 ua, pudiendo alejarse hasta 3,386 ua y acercarse hasta 2,619 ua. Su excentricidad es 0,127 y la inclinación orbital 0,408 grados. Emplea 1900,98 días en completar una órbita alrededor del Sol.

## Características físicas
La magnitud absoluta de 1997 UZ12 es 15,7. 